# Turó de la Guàrdia (Estamariu)
El Turó de la Guàrdia és una muntanya de 1.995 metres que es troba entre els municipis d'Estamariu i de Les Valls de Valira, a la comarca de l'Alt Urgell.